# Marianne von Weizsäcker

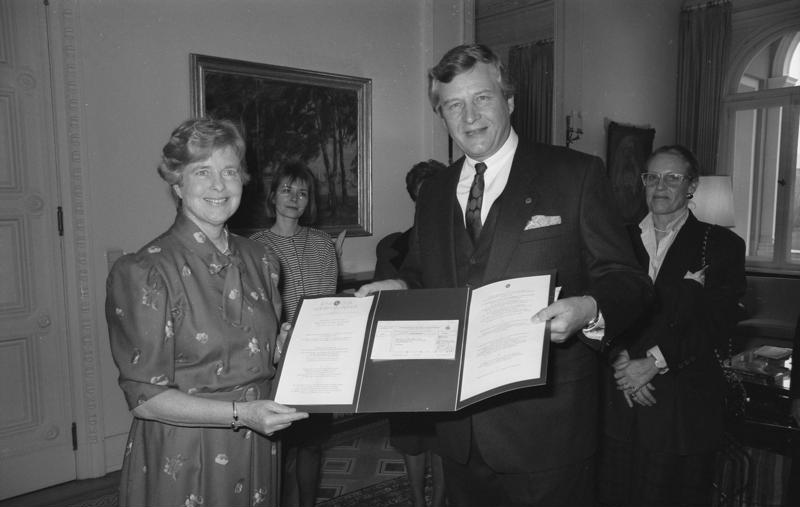
Marianne von Weizsäcker empfängt von einem Vertreter des Lions-Club einen Spendenscheck zugunsten der Stiftung Integrationshilfe für ehemals Suchtkranke, 1990

Marianne Margarete Freifrau von Weizsäcker (* 17. Mai 1932 in Essen als von Kretschmann) ist die Witwe des sechsten deutschen Bundespräsidenten Richard von Weizsäcker.

## Leben
Marianne Freifrau von Weizsäcker ist eine Nachfahrin des aus dem brandenburgischen Fürstentum Bayreuth stammenden, 1801 preußisch geadelten Theodor von Kretschmann, der als dirigierender Minister die Verwaltung des Herzogtums Sachsen-Coburg-Saalfeld leitete. Ihr Vater Hans-Oskar von Kretschmann (1903–1962) war Kaufmann und Direktor beim Benzol-Verband in Hamburg. Ihre Mutter Asta von Kretschmann, geb. Mohr (1908–1971), war eine Adoptivtochter von Fritz von Waldthausen. Marianne von Weizsäcker ist ferner eine Großnichte der sozialdemokratischen Frauenrechtlerin Lily Braun. Marianne und Richard von Weizsäcker waren seit dem 8. Oktober 1953 verheiratet.
Nachdem ihr Mann 1981 Regierender Bürgermeister von Berlin und 1984 Bundespräsident wurde, vermied sie auffällige Medieninszenierungen und konzentrierte sich auf ehrenamtliches Engagement, so zum Beispiel für das Müttergenesungswerk, dessen Schirmherrschaft sie übernahm. Ihre Skepsis äußerte sich unter anderem, als Nancy Reagan 1986 einen „Drogengipfel“ von 16 First Ladys organisierte und von Weizsäcker es ablehnte, Zusammenkünfte mit drogenabhängigen Jugendlichen dahingehend mediengerecht zu vermarkten, dass bei solchen Begegnungen pausenlos Kameras auf die betroffenen Jugendlichen gehalten werden sollten.
Von Weizsäcker ist Ehrenmitglied des deutschen Komitees für UNICEF. Ab 1985 war sie zehn Jahre lang Schirmherrin des Bundesverbandes der Elternkreise drogengefährdeter und -abhängiger Jugendlicher. 1989 rief sie die Marianne von Weizsäcker Stiftung Integrationshilfe für ehemals Suchtkranke e. V. ins Leben. Seit 1973 hatte sie dem Auswahlausschuss der Studienstiftung des deutschen Volkes und seit 1979 deren Kuratorium angehört. Sie war Kuratoriumsmitglied des Berliner Evangelischen Johannesstiftes, des Vereins der Freunde der Preußischen Schlösser und Gärten sowie ab 1988 der Nationalen AIDS-Stiftung.
Seit dem Ausscheiden ihres Mannes aus dem Amt des Bundespräsidenten 1994 konzentriert sie sich auf ihre Arbeit für die Marianne von Weizsäcker Stiftung Integrationshilfe für ehemals Suchtkranke e. V., deren Schirmherrin sie ist.
Hans-Joachim Noack berichtete in seiner Familiengeschichte Die Weizsäckers aus dem Jahr 2019, Marianne von Weizsäcker sei verärgert über die Darstellung ihrer Familie in der Wikipedia, wo der Eindruck erweckt werde, man habe es bei den Weizsäckers „ausnahmslos mit Verbrechern zu tun“.
Ihr privates Interesse gilt der Kunst, der Literatur und der Malerei des 20. Jahrhunderts. Sie lebt in Berlin.
Marianne von Weizsäcker ist Mutter von vier Kindern:
- Robert Klaus von Weizsäcker (* 1954)
- Andreas von Weizsäcker (1956–2008)
- Marianne Beatrice von Weizsäcker (* 1958)
- Fritz Eckhart von Weizsäcker (1960–2019)

## Auszeichnungen
- 1986: Großkreuz des Sankt-Olav-Ordens (Norwegen)
- 1986: Großkreuz des Verdienstordens der Italienischen Republik (Italien)
- 1987: Honorary Recipient of the Order of the Crown of the Realm (Malaysia)
- 1989: Großkreuz des Ordens des Infanten Dom Henrique (Portugal)